# Pałacyk Juliusza Jutkiewicza w Krakowie
Pałacyk Juliusza Jutkiewicza – zabytkowy budynek znajdujący się w Krakowie, w dzielnicy I Stare Miasto na rogu ul. Westerplatte 9 i ul. Marii Skłodowskiej-Curie 1, na Wesołej.
Ten niewielki, pierwotnie jednopiętrowy, pałacyk zbudowano w latach 1890–1892, na jednej z parcel, na które podzielono ogród Krzyżanowskiego. Eklektyczny budynek, na rogu ówczesnych ulic Kolejowej (obecnie Westerplatte) oraz Pańskiej (obecnie Marii Skłodowskiej-Curie) projektował krakowski architekt Wandalin Beringer. Pałac był własnością Juliusza Judy-Jutkiewicza. W połowie 1890 r. Jan Zawiejski wykonał plany domu mieszkalnego dla Juliusza Judkiewicza, które zostały zatwierdzone reskryptem z dn. 9 VIII 1890 r. Projekt ten przewidywał wzniesienie jednopiętrowego narożnego budynku, w formie willi podmiejskiej cofniętej nieco od linii ulicy. Dominującym elementem domu miał być zwieńczony kopułką belwederek, który wznosił się nad ściętym narożnikiem zaakcentowanym wykuszem pierwszego piętra. Wykusz flankowały jednoosiowe ryzality zakończone szczytami. Fasada w partii pierwszego piętra miała być pozostawiona w naturalnej surowej cegle, natomiast w belwederku i szczytach Zawiejski pragnął ją opracować w formach manierystyczno-regencyjnych. Do realizacji tego projektu jednak nie doszło, gdyż nowym reskryptem z dn. 30 X 1890 r. zezwolono ponownie na zabudowę parceli, ale już na podstawie planów Beringera. Architekt ten uwzględnił częściowo projekt Zawiejskiego, zachowując układ budowli, zmienił jednak zasadniczo wystrój fasady, która otrzymała późnobarokową ornamentację. Zmieniono również rozwiązanie wykusza i wieńczącego go belwederku oraz zrezygnowano ze szczytów nad ryzalitami, zastępując je kamiennymi puttami podtrzymującymi kartusze herbowe. Zgodnie z tym planem budowa została ukończona w 1892 r. W roku 1895, na polecenie nowych już właścicieli, budowniczy Biborski wykonał pokoje podstrychowe, których eliptyczne otwory okienne widoczne są w fasadzie frontowej. Drugie piętro dobudowano w 1928 roku. Od roku 1954 znajduje się w nim Instytut Ekspertyz Sądowych. Budynek został wyremontowany w latach 1994–1995.